# Martin Kelly
Martin Kelly (Bolton, Inglaterra, Reino Unido, 27 de abril de 1990) es un futbolista inglés que juega como defensa y se encuentra sin equipo tras abandonar el West Bromwich Albion F. C.

## Internacional
Debutó con la selección absoluta el 26 de mayo de 2012 ante Noruega y posteriormente fue convocado por Roy Hodgson para disputar la Eurocopa 2012 celebrada en Polonia y Ucrania, donde su selección caería en cuartos de final ante Italia en la tanda de penaltis.

## Clubes
| Club                                | País       | Año       |
| ----------------------------------- | ---------- | --------- |
| Liverpool F. C.                     | Inglaterra | 2008-2014 |
| Huddersfield Town A. F. C. (cedido) | Inglaterra | 2009      |
| Crystal Palace F. C.                | Inglaterra | 2014-2022 |
| West Bromwich Albion F. C.          | Inglaterra | 2022-2024 |
| Wigan Athletic F. C. (cedido)       | Inglaterra | 2023      |

## Palmarés
| Título                        | Club            | País       | Año  |
| ----------------------------- | --------------- | ---------- | ---- |
| Copa de la Liga de Inglaterra | Liverpool F. C. | Inglaterra | 2012 |